# Joseph-Marie-Jules Parrot
Pour les articles homonymes, voir Parrot.
Joseph-Marie-Jules Parrot est un pédiatre français, professeur de médecine, né le 10 novembre 1829 à Excideuil (Dordogne) et mort le 5 août 1883 à Paris où une rue honore sa mémoire.

## Biographie

### Origine et formation
Son père est Bertrand-Auguste, notaire, et sa mère Catherine Rosa Jaubert, sans profession.
En 1852, il est interne des hôpitaux de Paris, docteur en médecine en 1857, et agrégé de médecine et de médecine légale en 1860.
Un de ses frères est le peintre Philippe Parrot.

### Carrière
En 1862, il est médecin du bureau central (centre régulateur des admissions hospitalières à Paris de cette époque).
En 1864, il est professeur suppléant de Léon Rostan (1790-1866), et en 1867,  médecin des hôpitaux nommé à la direction des nourrices, puis à l'hospice des Enfants-Assistés la même année.
En 1874, il est professeur d'histoire de la médecine et de la chirurgie, et en 1879 professeur de clinique des maladies des enfants (chaire créée en 1878). 

## Travaux
Avec Paul Broca (1824-1880), il observe des traits caractéristiques de syphilis sur des ossements de cimetières d'Europe médiévale, ce qui remettait en question l'hypothèse de l'origine américaine de la syphilis,. Chez les nouveau-nés et nourrissons, il décrit de nombreux stigmates de syphilis congénitale, jusqu'à étendre de façon excessive le domaine de la syphilis en faisant du rachitisme une forme de syphilis héréditaire,.
Parrot participe aux travaux sur la tuberculose infantile menés à l'hospice des Enfants-Assistés, en dégageant la notion de chancre pulmonaire d'inoculation à l'origine de la tuberculose de primo-infection.
Avec Armand Trousseau (1801-1867), on lui doit une description clinique définitive de l'asthme infantile.

## Éponymie
Les appellations « de Parrot » sont devenues désuètes voire obsolètes au cours du XXe siècle.
L'expression « maladie de Parrot » peut désigner : 1) l'achondroplasie de Parrot 2) la pseudoparalysie de Parrot.
- Achondroplasie de Parrot et Marie : achondroplasie.
- Adénopathie similaire ou Loi de Parrot : « à toute lésion tuberculeuse d'un ganglion bronchique correspond une lésion primitive analogue du parenchyme pulmonaire ». Cette loi a été invalidée au cours du XXe siècle.
- Atrophie ou athrepsie de Parrot : état grave de dénutrition des enfants âgés de moins de quatre mois[6],[8].
- Érythème vésiculaire de Parrot : érythème fessier du nourrisson.
- Ulcère de Parrot : lésion de muguet (candidose).

De nombreux signes cutanés, neurologiques et osseux attribués à une syphilis congénitale, ont été appelés « de Parrot ». L'entité la plus notoire est la :
- Pseudoparalysie de Parrot (appelée aussi maladie de Parrot). Il s'agit d'une impotence douloureuse du nourrisson que Parrot attribuait à un décollement épiphysaire d'origine syphilitique. Il s'agit en fait de fractures pathologiques (d'origine non traumatique) très proche de la zone d'ossification, et non spécifiques de la syphilis, car retrouvées aussi dans d'autres causes d'ostéomyélite[7],[9].

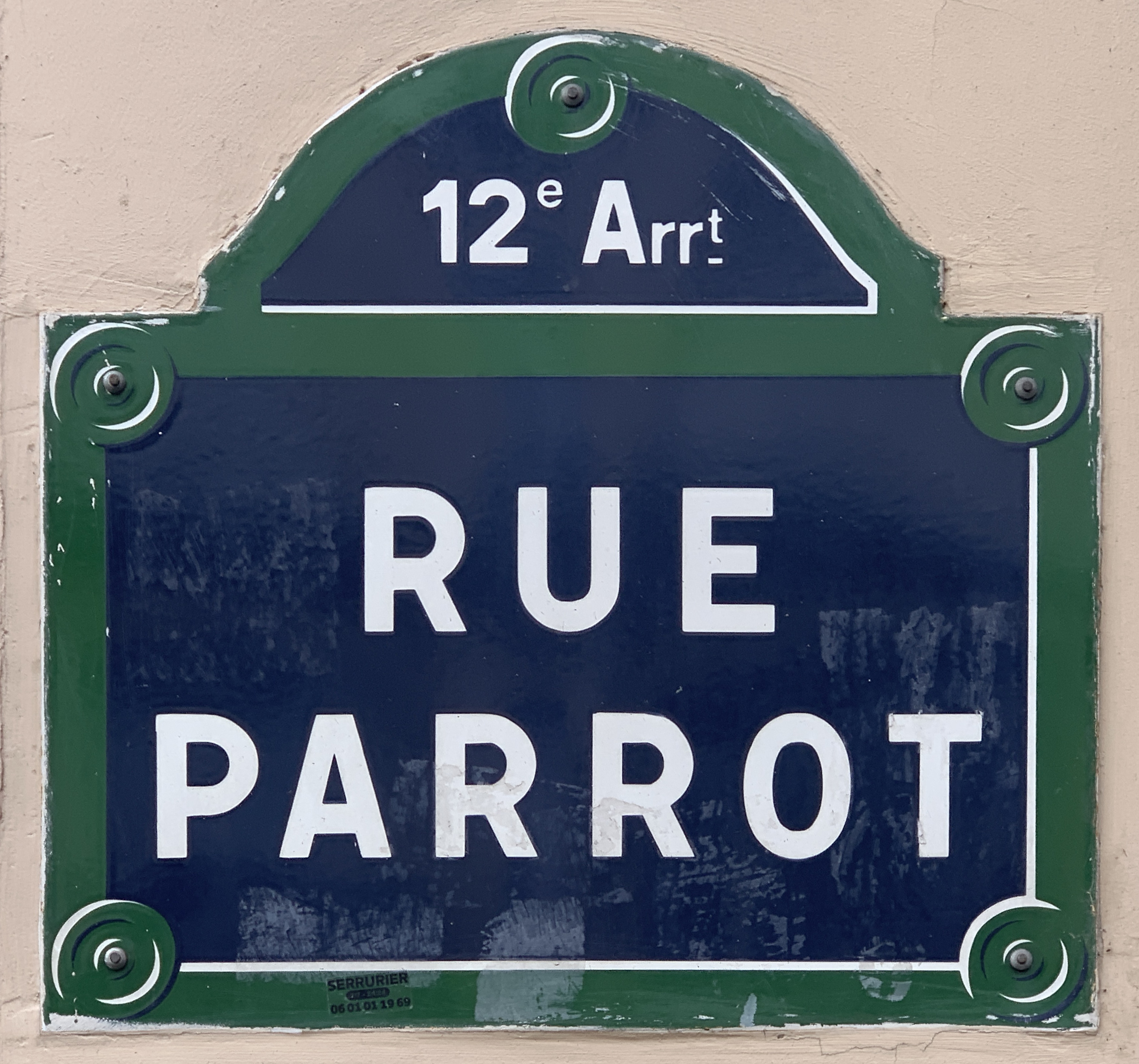
Plaque de rue de la rue Parrot, à Paris.

## Honneurs
- Membre de l'Académie de médecine, section d'anatomie pathologique (1878) ;
- Officier de la Légion d'honneur (1882) ;
- Membre du comité consultatif de l'enseignement public (section de l'enseignement supérieur)[1].

## Iconographie

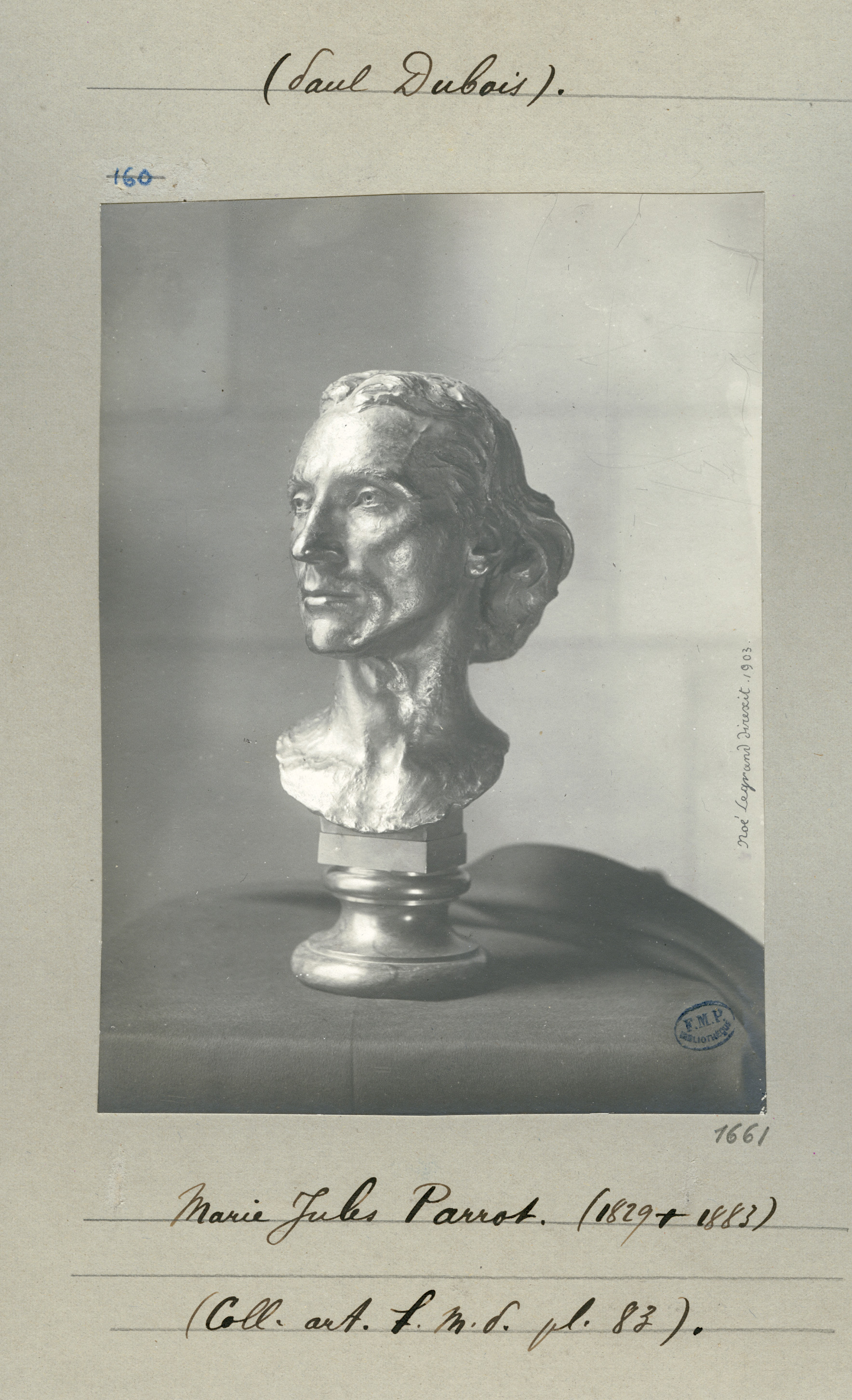
Buste de Parrot par Dubois.

Paul Dubois (1829-1905) a réalisé un buste de Marie-Jules Parrot qui fut présenté à l'Exposition universelle de 1878. Deux exemplaires en bronze sont conservés à l'Académie de Médecine. 
Charles Blanc (1813-1882) a fait le commentaire suivant : 
 « Le buste du docteur Parrot que Paul Dubois a modelé complaisamment et magistralement, je veux dire avec l'intimité que permettent les relations amicales et avec la dignité que commande la réputation des modèles. Ces bustes sont à la fois pleins de vérité et pleins de style. L'artiste, après les avoir vus largement, les a rendus avec finesse... Houdon, dans ses bons jours n'eut pas mieux fait ; peut-être n'aurait-il pas fait aussi bien. »

## Publications
- Considérations sur le zona. Union médicale, Paris, 1856.
- Propositions de médecine. Thèse de doctorat, Paris, 1857.
- Étude sur la sueur de sang et les hémorragies névropathiques. Gazette hebdomadaire de médecine et de chirurgie, Paris, 1859.
- De la mort apparente. Thèse d'agrégation, Paris, 1860.
- Étude sur un bruit de souffle cardiaque symptomatique de l’asystolie. Archives générales de médecine, Paris, 1865.
- Étude clinique sur le siège, le mécanisme et la valeur sémiologique des murmures vasculaires inorganiques de la région du cou. Archives générales de médecine, Paris, 1867.
- Étude clinique sur le siège et le mécanisme des bruits cardiaques dits anémiques. Archives générales de médecine, Paris, 1866.
- Maximilien Stoll. Conférences historiques faites à la Faculté de médecine, Paris, 1866.
- Étude de la stéatose interstitielle diffuse de l’encéphale chez le nouveau-né. Archives de physiologie normale et pathologique, Paris, 1868.
- Sur un cas d’hydatide du cerveau observé à l’hospice des Enfants-Assistés. Archives de physiologie normale et pathologique Paris, 1868.
- Du muquet gastrique et de quelques autres localisations de ce parasite. Archives de physiologie normale et pathologique Paris, 1869.
- Note sur un cas de rupture de la moelle chez un nouveau-né par suite de manœuvres pendant l’accouchement. Bulletins et mémoires de la Société médicale des hôpitaux de Paris, 1869.
- Étude sur l’encéphalopathie urémique et le tétanos des nouveau-nés. Archives générales de médecine, Paris, 1872.
- Note sur l’infarctus uratique des reins chez les nouveau-nés. Union médicale, Paris, 1872.
- Sur une pseudo-paralysie causée par une altération du système osseux chez les nouveau-nés atteints de syphilis héréditaire. Archives de physiologie normale et pathologique Paris, 1872.
- Sur le ramollissement de l’encéphale chez les nouveau-nés. Archives de physiologie normale et pathologique, Paris, 1873.
- Études sur l'hémorragie encéphalique chez les nouveau-nés. Archives de tocologie, Paris, 1875.
- Recherches sur les relations qui existent entre les lésions des poumons et celles des ganglions trachéo-bronchiques. Comptes rendus de la Société de biologie, Paris, 1876, sér 6, 3: 308-309.
- Clinique des nouveau-nés. L’athrepsie. Leçons recueillies par le Dr. Troisier. Paris, Masson, 1877.
- L’organisme microscopique trouvé par M. Pasteur dans la maladie nouvelle provoquée par la salive d’un enfant mort de la rage. Bulletin de l’Académie de médecine, Paris, 1881, 2 sér. 10: 379.
- Leçons cliniques sur la fièvre typhoïde chez les enfants. Progrès médical, Paris, 1883.
- La syphilis héréditaire et le rachitisme. (Maladies de enfants). Paris, Masson, 1886.